# Kristina Konrad
Kristina Konrad (* 1953 in Zug) ist eine Schweizer Filmschaffende. Bekannt sind vor allem ihre Dokumentarfilme.

## Biografie
Kristina Konrad studierte Geschichte. 1977 erlangte sie die Maîtrise d’histoire an der Université Paris VII. Danach arbeitete sie als Volontärin und realisierte Magazinbeiträge und Dokumentarfilme für das Schweizer Fernsehen DRS in Zürich. An der School of Arts in New York bildete sie sich in Technik, Kamera und Schnitt weiter. 1984 bis 1986 arbeitete sie zusammen mit Gabrielle Baur an Dokumentarfilmen über Nicaragua. Dann arbeitete sie in Montevideo, Uruguay, wo sie Dokumentarfilme drehte, Übersetzungen machte und als Produzentin arbeitete und mit anderen Girasolas gründete. Seit 1995 lebt sie vorwiegend in Berlin. Hier gründete sie zusammen mit Christian Frosch die konrad/froschfilm Filmproduktion und 2002 die weltfilm GmbH mit Christian Frosch.

## Filmografie (eine Auswahl)
- 1986 Cada Día Historia / Jeder Tag Geschichte (Dokumentar)
- 1988 Yo Era De Un Lugar Que En Realidad No Existía / Ich kam von einem Ort, den es in Wirklichkeit nicht gab (Dokumentar)
- 1989 De La Mar A La Mesa (Dokumentar)
- 1990 Zum hundertsten Mal (Dokumentar)
- 1992 Referendum (Dokumentar)
- 1993 Comuna Mujer (Dokumentar)
- 1996 Eine Seekrankheit auf festem Lande (Fiktion)
- 2000 Grosse Freiheit, Kleine Freiheit (Dokumentar)[3]
- 2005 Unser America (Dokumentar)
- 2008 Weit weg von hier (Dokumentar)[4]
- 2011 Als wir glücklich waren und es nicht wussten (Dokumentar)[5]
- 2015 Diego (Dokumentar)[6]
- 2017 Dos Días en Mayo (Dokumentar)[7]
- 2018 Unas Preguntas / One or Two Questions (Dokumentar)[8][9]

## Auszeichnungen (eine Auswahl)
2005: Der Dokumentarfilm «Unser America» gewann am Festival Internacional del Nuovo Cine Latinoaméricano in Havanna, Cuba, den Preis als bester ausländischer Film über Lateinamerika
2018: 35 Torino Film: Festival Special Jury Prize for Internazionale.doc
TRANSCINEMA Festival Internacional Lima: Best Film
2020: Der Film «Unas Preguntas» gewann den Publikumspreis am Festival Images de Justice in Rennes, Frankreich